# Pierre Menard, Autor des Quijote
Pierre Menard, Autor des Quijote (Originaltitel: Pierre Menard, autor del Quijote) ist eine Kurzgeschichte des argentinischen Schriftstellers Jorge Luis Borges.

## Die Erzählung von Borges
Borges beginnt die Geschichte damit, dass vom (fiktiven) Autor „Pierre Menard“ bisher nur unvollständige Kataloge der Gesamtschriften existieren. Daher folgt eine Aufzählung der „sichtbaren“ Werke in chronologischer Reihenfolge. Das wichtigere Werk sind jedoch die unsichtbaren – Teile des Don Quijote. Menard selbst beschloss jedoch nicht, wie er es ursprünglich vorhatte, sich voll und ganz in die Welt von Cervantes zu versetzen, um Quijote zu schreiben. Stattdessen entschied er sich, weiterhin eine Person des 20. Jahrhunderts, er selbst, zu bleiben. Obwohl der Erzähler nur Teile des Werkes gefunden hat, geht er jedoch bald davon aus, dass der gesamte Quijote von Menard geschrieben ist.
Beide Werke, jenes von Cervantes als auch jenes von Menard, sind Wort für Wort identisch. Es ergeben sich jedoch für das Werk von Menard wesentlich differenziertere Interpretationsmöglichkeiten. Während die Version von Cervantes aus ihrer Zeit und aus der Sicht von Cervantes gesehen werden muss, können bei Menards Version neben der ursprünglichen Interpretation auch Aspekte der heutigen Zeit, des (anderen) Autors und weitere Einflüsse geltend gemacht werden: „Diese unendlich anwendungsfähige Technik veranlasst uns, die Odyssee so zu lesen, als sei sie nach der Aeneis gedichtet worden, und das Buch Le Jardin du Centaure von Madame Henri Bachelier so, als sei es von Madame Henri Bachelier. [...] Wenn man Louis Ferdinand Céline oder James Joyce die Imitatio Christi zuschreibe: Wäre das nicht eine hinlängliche Erneuerung dieser schwächlichen spirituellen Anweisungen?“
Eine ausführliche Analyse der Erzählung, in der die Unterscheidung in ein sichtbares und ein unsichtbares Werk als eine typisch argentinische Ironie (sorna criolla) beschrieben wird, deckt auf, dass es in der Erzählung nur vordergründig um literarhistorische bzw. rezeptionsästhetische Fragen geht und somit weder um eine wortwörtliche reescritura des Don Quijote (also das sog. 'unsichtbare Werk') noch um die Autoparodie avantgardistischer Experimente der 1920er Jahre (also das sog. 'sichtbare Werk'), sondern um das für Borges so typische Verfahren einer Ästhetik der Auslassung (nämlich des Wörtchens „unsichtbar“), welche letztlich den poetischen Kern der Erzählung evoziert: Die Erfindung einer argentinischen Schreibe (escritura), welche die spanischsprachige Literatur ähnlich wie einst Cervantes innoviert. Und dies ist Jorge Luis Borges, der immer wieder auch als ein Autor für (lateinamerikanische) Autoren bezeichnet wurde, weithin gelungen – auch wenn er selbst nie einen einzigen Roman verfasst hat, dafür aber unzählige Muster-Erzählungen, die der Bedeutung des Quijote von Miguel de Cervantes in nichts nachstehen.

## Entstehungsgeschichte
Nachdem Borges zu Weihnachten 1938 eine schwere Kopfverletzung erlitten und „zwischen Leben und Tod“ geschwebt hatte, litt er unter der Angst, keine Aufsätze mehr schreiben zu können. „Ich beschloss also, etwas ganz Neues zu versuchen. Gelänge mir das nicht, so wäre die Enttäuschung doch nicht so groß. Ich versuchte es also mit Erzählungen phantastischen Charakters.“ Von diesen „Versuchen“ erschien als erstes der Pierre Menard im Mai 1939 in der argentinischen Zeitschrift Sur. Borges veröffentlichte eine leicht veränderte Fassung anschließend 1941 in der Kurzgeschichtensammlung El Jardín de senderos que se bifurcan (Der Garten der Pfade, die sich verzweigen), welche 1944 innerhalb der Ficciones (Fiktionen) erschienen.